# جزيرة بابي
جزيرة بابي هي جزيرة إندونيسيا دائرية الشكل، قطرها أقل من 2.4 كم (1.5 ميل)، وتقع على بعد 5 كيلومترات (3.1 ميل) شمال من جزيرة فلوريس. يصل ارتفاعها كحد أقصى 351 مترا (1152 قدم) فوق مستوى سطح البحر. تحدها الشعاب المرجانية في الشمال وتواجه بحر فلوريس. أما جنوباً فهناك قريتين، باغارامان ذات الغالبية المسيحية شرقاً وكامبونغبارو ذات الأغلبية المسلمة غرباً.
الجزيرة هي إحدى جزر مقاطعة نوسا تنقارا الشرقية.

## الزلازل
تعرضت جزيرة بابي في 12 كانون الأول 1992 لزلزال قوي نتجت عنه موجات تسونامي ارتفعت حتى 7،2 مترا وتسبب الزلزال بمقتل 263 شخصاً (بعض المصادر 700) من ضمن 1063 نسمة هم سكان الجزيرة آنذاك، إضافة لتدمير قريتي الجزيرة بالكامل.